# Submarí K-141 Kursk
K-141 Kursk (rus: Атомная Подводная Лодка «Курск» (АПЛ «Курск»), Атомная Подводная Лодка «Курск» (АПЛ «Курск»), transl. Atomnaya Podvodnaya Lodka "Kursk" (APL "Kursk"), és a dir "Submarí de Propulsió Atòmica Kursk") va ser un submarí nuclear de l'Armada de Rússia.
El 12 d'agost de 2000 va succeir el naufragi del submarí Kursk. Es va enfonsar durant un exercici naval en el Mar de Barentsz amb 118 tripulants a bord. L'operació de rescat internacional va fracassar i no va haver-hi supervivents. Va ser la pitjor catàstrofe naval de la història postsoviètica.

## Construcció
La construcció del Kursk es va iniciar com a Projecte 949A de la classe Antey (del rus: Aнтей, és a dir, Anteo) per a l'Armada russa en les drassanes navals de Severodvinsk, prop d'Arkhànguelsk (al nord de l'RSFS de Rússia) el 1990.
Va ser botat el 30 de desembre de 1994 i formalment assignat com a part de la Flota del Nord amb base en Vidiàievo, en el Óblast de Múrmansk.
La nau va ser batejada per un sacerdot ortodox el 1995. Li va ser posat el nom de la ciutat russa Kursk, on es va lliurar la batalla de tancs més gran de la història, la Batalla de Kursk (1943).

## Capacitats
Kursk va ser la penúltima nau de la classe Oscar, dissenyada i aprovada per l'Armada Soviètica. Tot i que alguns mitjans el representen com un submarí únic i dels més grans, en realitat els submarins de classe Oscar no eren els majors submarins, ja que aquests eren els classe Akula. Tampoc era especialment únic, ja que, encara que comptava amb una gran grandària, 155 metres d'eslora i quatre pisos d'altura, tan sols de la classe Oscar es van construir més d'una desena de submarins.
La classe a la qual pertanyia aquest submarí va ser qualificada com a insubmergible (si, aquesta paraula té aplicació en un submarí), gràcies al seu doble casc o multicasc, innovació que ja van estrenar els classe Akula. El casc extern va ser fet d'acer al crom-níquel de 8,5 mil·límetres de grossor, amb una excepcional resistència a la corrosió.

## Missions
A la fi de la dècada dels anys noranta va representar el ressorgiment de la flota. Al juny de 1999, el Kursk havia dut a terme una reeixida missió de reconeixement, on el seu principal objectiu era l'espionatge de la Sisena Flota dels Estats Units durant la guerra de Kosovo.

## Desastre
La missió d'entrenament va començar realment el 12 d'agost de 2000 al matí. Com a part de l'exercici, el Kursk havia de disparar dos torpedes sense explosiu a un creuer de batalla de la classe Kirov.

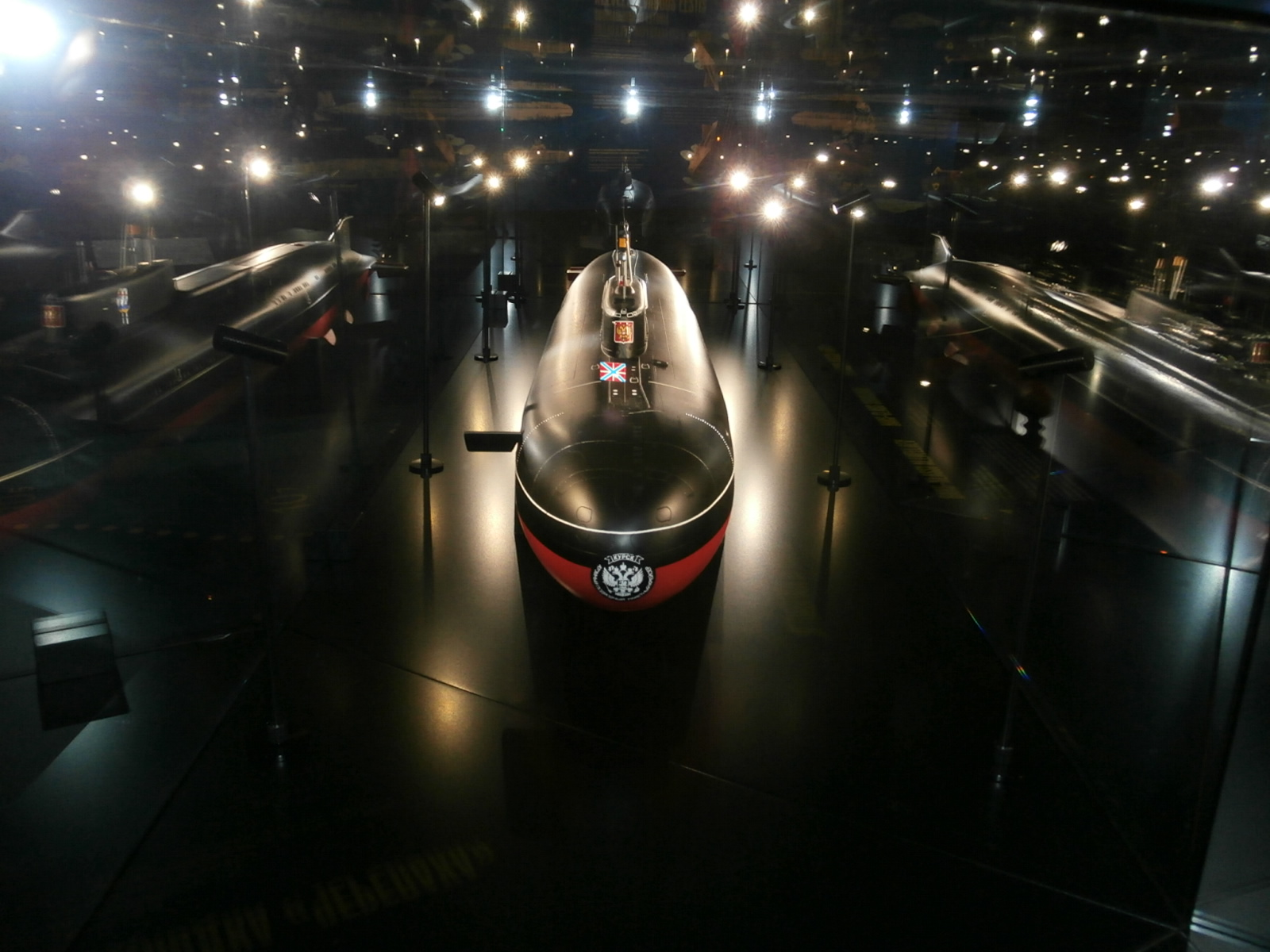
Model del K-141 Kursk en el Museu Marítim Estoni de Tallin (20 de maig de 2017).

Segons la versió oficial, basada en els resultats de la recerca de la Fiscalia General, a les 11.28 hora local (7.28 UTC), una mica de peròxid de prova (HTP), una forma molt concentrada de peròxid d'hidrogen usat com propel·lent per al torpede, es va filtrar a través del rovell de la carcassa del torpede. El HTP va reaccionar amb coure i llautó en el tub des del qual s'havia disparat el torpede, causant una reacció en cadena que va ocasionar una explosió.
La comporta estanca que separava la sala de torpedes de la resta del submarí s'havia deixat oberta abans del tret. Aparentment, aquesta era una pràctica comuna per l'excés d'aire comprimit que era expulsat a la sala de torpedes quan es disparava. La porta oberta va permetre a l'ona expansiva propagar-se a través dels dos primers dels nou compartiments de l'enorme submarí, probablement matant a set homes en el primer compartiment i almenys ferint o desorientant als 36 homes del segon compartiment.
Després de la primera explosió, l'ona expansiva es va propagar (a causa que el conducte d'aire condicionat era molt lleuger) pels compartiments, inclosa la base de comandament, omplint-los de fum i flames. Després de l'explosió, es creu que el capità va intentar ordenar un bufat d'emergència, el qual fa que el submarí ascendeixi ràpidament a la superfície, però el fum va vèncer. La boia d'emergència, dissenyada per deixar-se anar del submarí automàticament quan es detecten situacions d'emergència, com un canvi brusc de la pressió o foc, i que havia d'ajudar els rescatadores a trobar el submarí sinistrat, no es va desplegar. Havia resultat que en l'estiu anterior, en una missió en el Mediterrani, els temors que la boia sortís per error revelant per punt la posició del submarí a la flota nord-americana, van portar a desactivar-la.
Dos minuts i quinze segons després de l'explosió inicial, va tenir lloc una altra molt més gran. La informació sismogràfica de les estacions al llarg del nord d'Europa mostren que l'explosió va ocórrer a la mateixa profunditat que el fons marí, suggerint que el submarí havia col·lidit amb el fons marí, la qual cosa -unit a les creixents temperatures degudes a l'explosió inicial- van ocasionar l'explosió de més torpedes. La segona explosió va ser equivalent a entre 5 i 7 tones de TNT, o al voltant de mitja dotzena de caps de torpedes, i va mesurar 3,5 en l'escala de Richter. Després de la segona explosió, els reactors nuclears es van desactivar per evitar un desastre nuclear, malgrat que l'ona expansiva va ser suficient per gairebé destruir els reactors.
La segona explosió va obrir un forat de 2 m² en el casc del submarí, que havia estat dissenyat per suportar profunditats d'un quilòmetre. L'explosió també va deixar oberts el tercer i el quart compartiment. L'aigua va entrar en aquests compartiments a raó de 90 000 litres per segon, matant a tots els que es trobaven en el seu interior, incloent a cinc oficials de les casernes de la setena divisió. El cinquè compartiment contenia els reactors nuclears del submarí, protegits per 13 cm d'acer. La mampara del cinquè compartiment va resistir l'explosió, fent que les barres de control nuclears es mantinguessin en el seu lloc i evitant un desastre nuclear.

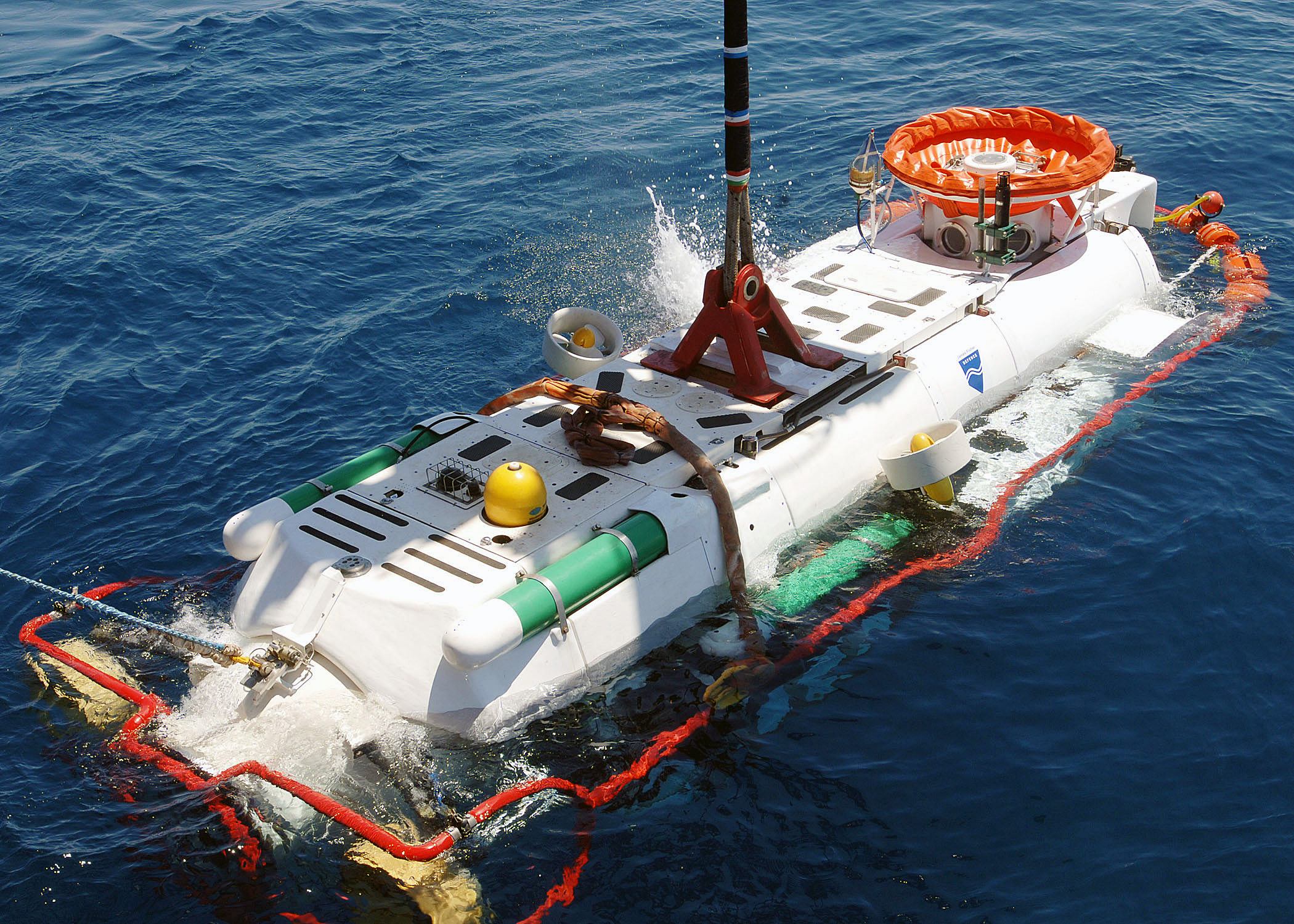
El minisumergible tripulat britànic LR5 (20 de juny de 2005). Actualment, donat de baixa per la Marina Real britànica.

### Intents de rescat
El 13 d'agost s'emet un informe oficial que indica que "el submarí es troba en el fons del mar".
El 14 d'agost, l'endemà passat de l'accident, l'Armada russa inspecciona l'exterior del submarí i transcendeix per primera vegada als mitjans de comunicació que el submarí té problemes.
El 15 d'agost fallen els primers intents de rescat amb tres minisumergibles russos. Un d'ells sofreix danys per una forta tempesta i ha de reparar-se, i els altres dos continuen intentant-ho amb un mar molt difícil.
L'Armada russa va intentar al principi mantenir en secret la tragèdia. No obstant això, a mesura que passaven els dies, els familiars dels mariners i oficials del Kursk van començar a pressionar públicament l'angoixa per la sort dels seus éssers estimats. Finalment es va reconèixer que havia ocorregut una calamitat.
El 16 d'agost l'Armada no escolta més senyals de vida de l'interior del submarí. El president Putin es veu obligat a donar l'ordre d'acceptar l'ajuda estrangera després de parlar amb el president nord-americà Bill Clinton.

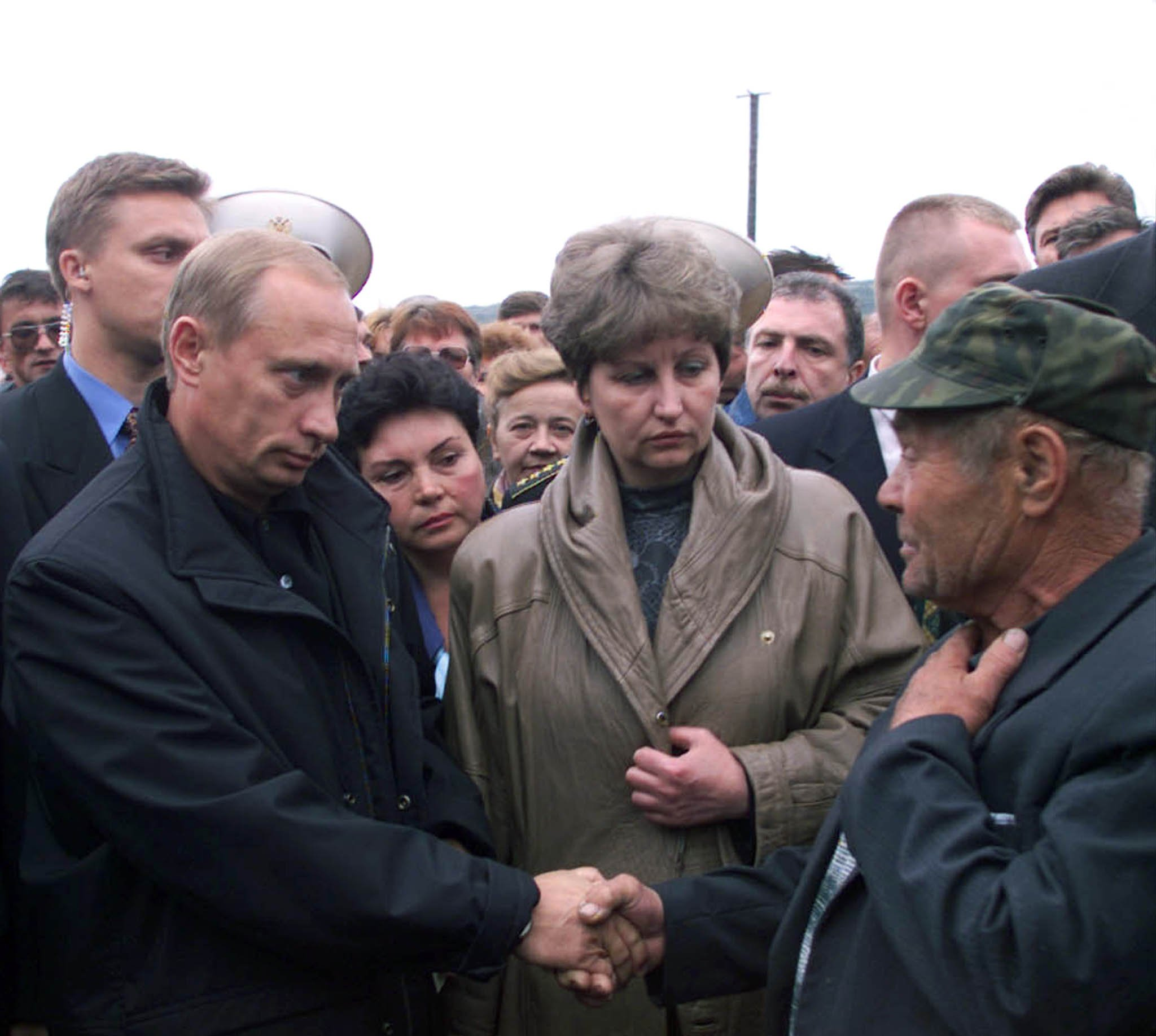
El president Putin amb familiars del Kursk en Vidyayevo, Óblast de Múrmansk (22 d'agost de 2000).

El 19 d'agost, el Govern rus informa als familiars que es descarta que hi hagi supervivents. El patriarca ortodox, Aleix II, presideix un ofici religiós per demanar el miracle en la catedral Crist Salvador de Moscou, el major temple de Rússia. Al vespre arriba a la zona del desastre el buc de Noruega Normand Pioneer amb 27 bussos especialistes i un minisumergible -el LR5-, tots ells del Regne Unit. De nit s'incorpora un altre buc noruec, el Seaway Eagle, amb altres dotze bussos noruecs.
El 20 d'agost bussos noruecs inspeccionen l'exterior del Kursk. Inicialment es va arribar a pensar que a la zona posterior del submarí podria haver-hi encara supervivents, però en fer les proves en les comportes, es va revelar que el seu interior estava inundat.
El 21 d'agost els bussos aconsegueixen entrar en el submarí inundat. Tot i els intents de rescat fets pels equips britànics i noruecs, comproven, mitjançant una retransmissió televisiva, que tots els mariners i oficials a bord del Kursk van morir.
El submarí es va reflotar finalment el 8 d'octubre del 2001.

## Mariners
Les primeres recerques suggerien que la major part de la tripulació hauria mort uns minuts després de l'explosió. Però altres recerques van demostrar que molts supervivents es van refugiar en la part posterior del submarí quatre hores després de l'accident.

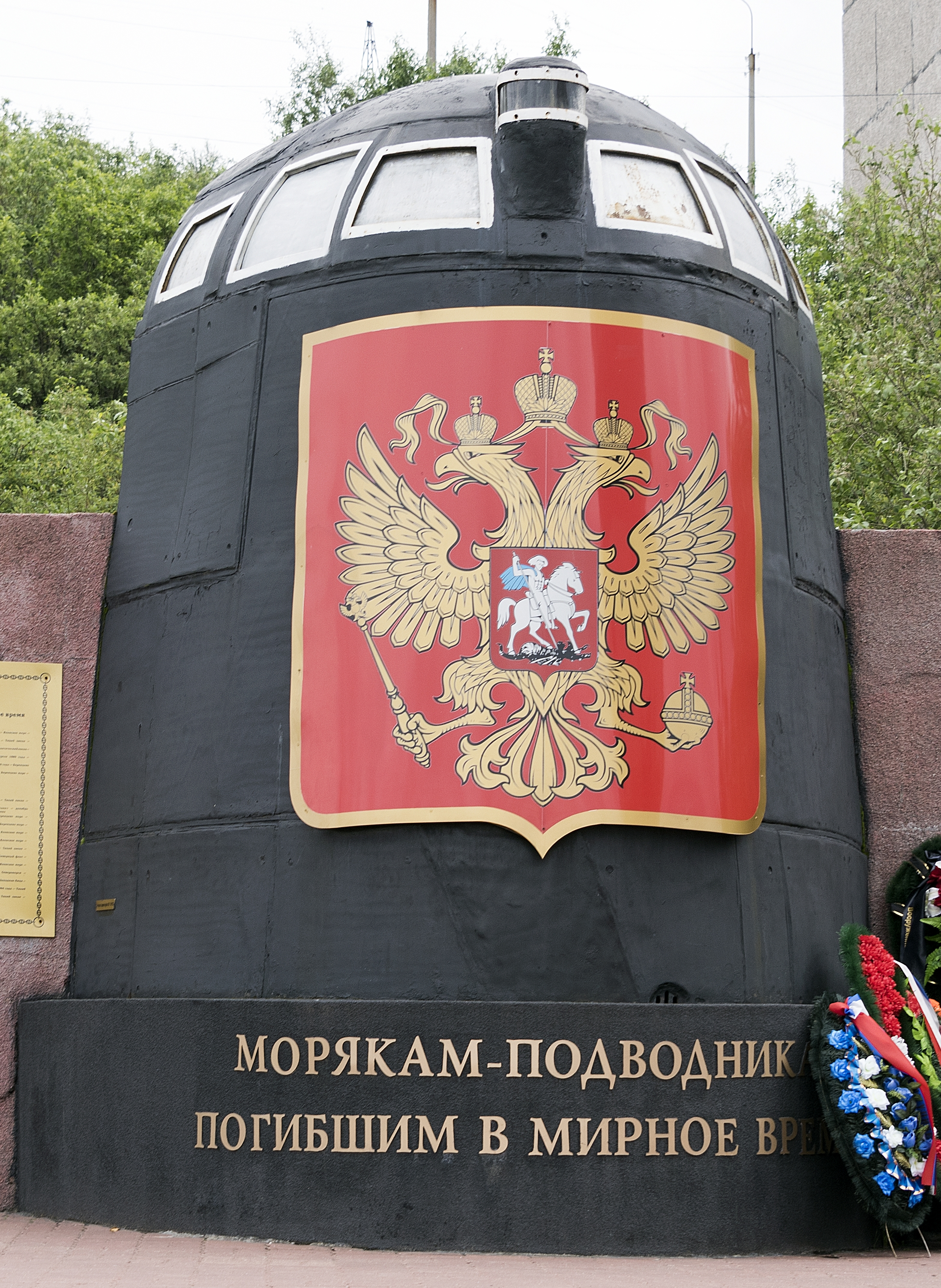
Memorial "Als mariners, morts en temps de pau", construït en Múrmansk, que inclou parts recuperades de la vela del submarí Kursk (2015).

Les notes deixades pels supervivents de la part posterior demostren que almenys 16 d'ells es van refugiar en les parts estances de popa comandats pel capità tinent Dmitri Kolésnikov.

## Recuperació
El Kursk va ser reflotat per un equip neerlandès de l'empresa MAMMOET que va recuperar, 115 cadàvers dels 118 tripulants morts.
Oficials russos van negar rotundament que el submarí portés ogives nuclears.
Els reactors de la nau van ser portats a la badia de Sayda, al nord de la península de Kola, i desactivats en 2003.
Es van erigir dos monuments en honor dels mariners morts en la tragèdia: un a Moscou i un altre a la base Vidyaevo.

## Cinema
En 2018 es va filmar la pel·lícula homònima Kursk dirigida per Thomas Vinterberg en la qual es narra la tragèdia del submarí.